# Чемпіонат світу з боротьби 2012
Чемпіонат світу з боротьби 2012 пройшов з 12 по 29 вересня 2012 року в спеціалізованому муніципалітеті Альберти Стракона, провінція Альберта, Канада в спортивному комплексі «Millennium Place». 
На чемпіонаті проводилися лише змагання з вільної боротьби серед жінок у 7 вагових категоріях.
Зазвичай чемпіонати світу з боротьби не проводяться в олімпійські роки. Але на літніх Олімпійських іграх 2012 в Лондоні не розігрувалися нагороди у жінок у вагових категоріях до 51, 59 і 67 кг.

## Загальний медальний залік
| Місце | Країна          | Золото | Срібло | Бронза | Загалом |
| ----- | --------------- | ------ | ------ | ------ | ------- |
| 1     | США             | 2      | 1      | 1      | 4       |
| 2     | КНР             | 1      | 1      | 4      | 6       |
| 3     | Білорусь        | 1      | 1      | 1      | 3       |
| 3     | Канада          | 1      | 1      | 1      | 3       |
| 3     | Японія          | 1      | 1      | 1      | 3       |
| 6     | Швеція          | 1      | 0      | 0      | 1       |
| 7     | Болгарія        | 0      | 1      | 0      | 1       |
| 7     | Казахстан       | 0      | 1      | 0      | 1       |
| 9     | Індія           | 0      | 0      | 2      | 2       |
| 10    | Німеччина       | 0      | 0      | 1      | 1       |
| 10    | Велика Британія | 0      | 0      | 1      | 1       |
| 10    | Греція          | 0      | 0      | 1      | 1       |
| 10    | Монголія        | 0      | 0      | 1      | 1       |
| Total | Total           | 7      | 7      | 14     | 28      |

## Командний залік
| Місце | Жіноча боротьба | Жіноча боротьба |
| Місце | Країна          | Очки            |
| ----- | --------------- | --------------- |
| 1     | КНР             | 54              |
| 2     | Японія          | 43              |
| 3     | США             | 40              |
| 4     | Канада          | 35              |
| 5     | Казахстан       | 31              |
| 6     | Білорусь        | 28              |
| 7     | Індія           | 28              |
| 8     | Азербайджан     | 22              |
| 9     | Україна         | 18              |
| 10    | Росія           | 16              |

## Медалісти

### Жіноча боротьба
| Дисципліна | Золото                       | Срібло                    | Бронза                         |
| ---------- | ---------------------------- | ------------------------- | ------------------------------ |
| 48 кг      | Ванесса Колодинська Білорусь | Тосака Ері Японія         | Лі Сяомей КНР                  |
| 48 кг      | Ванесса Колодинська Білорусь | Тосака Ері Японія         | Жаклін Шеллін Німеччина        |
| 51 кг      | Джессіка Макдональд Канада   | Сунь Янань КНР            | Бабіта Кумарі Індія            |
| 51 кг      | Джессіка Макдональд Канада   | Сунь Янань КНР            | Алісса Лемп США                |
| 55 кг      | Йосіда Саорі Японія          | Хелен Мароуліс США        | Гіта Фогат Індія               |
| 55 кг      | Йосіда Саорі Японія          | Хелен Мароуліс США        | Марія Преволаракі Греція       |
| 59 кг      | Жан Лань КНР                 | Заліна Сідакова Білорусь  | Тунгалагійн Менхтуяа Монголія  |
| 59 кг      | Жан Лань КНР                 | Заліна Сідакова Білорусь  | Ольга Буткевич Велика Британія |
| 63 кг      | Олена Пирожкова США          | Тайбе Юсейн Болгарія      | Жюстін Бушар Канада            |
| 63 кг      | Олена Пирожкова США          | Тайбе Юсейн Болгарія      | Сі Лочжома КНР                 |
| 67 кг      | Аделіна Грей США             | Дороті Їтс Канада         | Хун Янь КНР                    |
| 67 кг      | Аделіна Грей США             | Дороті Їтс Канада         | Іноуе Йосіко Японія            |
| 72 кг      | Дженні Франссон Швеція       | Гюзель Манюрова Казахстан | Василіса Марзалюк Білорусь     |
| 72 кг      | Дженні Франссон Швеція       | Гюзель Манюрова Казахстан | Сюй Цин КНР                    |

## Країни-учасники
В чемпіонаті взяли участь 111 спортсменок з 28 країн.
| - Азербайджан (7) - Білорусь (7) - Бразилія (2) - Болгарія (2) - Канада (7) - КНР (7) - Китайський Тайбей (2) - Чехія (2) - Естонія (1) - Франція (2) | - Німеччина (3) - Велика Британія (1) - Греція (2) - Індія (7) - Ізраїль (1) - Японія (7) - Казахстан (7) - Латвія (1) - Мексика (1) - Монголія (7) | - Польща (4) - Румунія (3) - Росія (7) - Словаччина (1) - Швеція (2) - Туреччина (4) - Україна (7) - США (7) |